# Avortement à Salmonella abortusovis
L'avortement à Salmonella Abortusovis (en anglais, paratyphoid abortion) est une maladie contagieuse abortive qui touche les troupeaux ovins. Elle provoque des avortements en série dans les troupeaux de moutons jusqu'alors indemnes ou des avortements ponctuels sur les jeunes brebis et les femelles récemment introduites lorsqu'elle devient endémique dans un cheptel.

## Extension et agent causal
Les avortements à Salmonella Abortusovis sont décrits dans le monde entier, mais ils sont particulièrement répandus en Europe  et dans l'ouest de l'Asie. Les pertes économiques résultent des avortements, de la naissance d'agneaux mort-nés, chétifs ou malades. Les brebis peuvent également développer des métrites ou une septicémie.
L'agent causal de la maladie est Salmonella enterica subsp. enterica serovar Abortusovis, une bactérie aérobie Gram - en forme de bâtonnet, appartenant à la famille des Enterobacteriaceae. Elle est adaptée au mouton, mais a été isolée, dans des conditions naturelles, sur d'autres espèces, comme la chèvre et le lapin. La maladie ne semble pas transmissible à l'espèce humaine.

## Symptômes
Le principal symptôme de l'infection est représenté par les avortements intervenant pendant la première moitié ou le dernier tiers de la gestation. On peut également observer la naissance d'agneaux mort-nés, ou d'agneaux chétifs mourant de septicémie dans les premières heures. Parfois, des agneaux apparemment sains périssent dans les trois premières semaines, certains avec des symptômes de diarrhée ou d'infection pulmonaire.
Les brebis semblent en bonne santé, à part quelques cas de fièvre passagère. Celles qui sont infectées un mois avant l'accouplement n'avortent pas. Si elles sont infectées au premier mois de gestation, elles avortent après une période d'incubation de 2 mois. Enfin, si elles sont contaminées dans leur troisième mois, l'avortement se produit environ 20 jours plus tard. On peut constater une décharge vaginale quelques jours avant et après l'avortement. La diarrhée est rare. Quelques brebis développent une métrite puerpérale ou une péritonite dues à des infections secondaires. 
Quand elle s'attaque à un cheptel indemne, la maladie touche un grand nombre d'animaux. Si elle passe en mode endémique, les avortements deviennent sporadiques, et seuls les animaux jeunes ou nouvellement arrivés en sont alors victimes. La plupart des brebis développe une bonne immunité après avoir été infectée, et peut alors se comporter en porteurs sains.

## Transmission
Contrairement à d'autres salmonelles qui peuvent être véhiculées par l'eau, les aliments, les oiseaux ou les petits mammifères, Salmonella Abortusovis est presque toujours introduite dans le troupeau par un animal infecté. La contamination peut être orale, conjonctivale ou respiratoire. La voie vénérienne a été décrite, mais elle est mineure. Certains individus peuvent se comporter en porteurs sains.
L'agent infectieux se retrouve dans les décharges vaginales, le placenta, les avortons, les nouveau-nés infectés. Les fèces peuvent être infectieux, tout comme le lait et le colostrum chez les animaux en phase septicémique. Les sécrétions respiratoires pourraient également transporter l'agent causal chez les jeunes agneaux.

## Diagnostic
L'infection à Salmonella Abortusovis doit être suspectée face à des avortements, à la mise-bas d'agneaux mort-nés. Les brebis ne montrent pas de signes de la maladie, à part, parfois, une rétention placentaire et une métrite.
À l'autopsie, les avortons et leurs annexes peuvent apparaître normaux ou décomposés. Des signes de septicémie peuvent être visibles sur le placenta et le fœtus peut présenter des lésions d'inflammation suppurée multifocale, de nécrose, d'œdème ou d’hémorragie. Sur les jeunes agneaux et les brebis diarrhéiques, l'autopsie peut révéler une entérite et/ou une abomasite. Les brebis victimes de septicémie montrent des signes de métrite aiguë.
Le diagnostic différentiel doit exclure la chlamydiose, la brucellose, la campylobactériose, la listériose, la fièvre Q et la toxoplasmose, ainsi que l'infection par d'autres types de salmonelles. Le diagnostic doit donc être confirmé au laboratoire. La mise en évidence de bâtonnets Gram - oriente le diagnostic, mais il faut isoler Salmonella Abortusovis sur un milieu approprié pour arriver à une certitude. La sérologie peut également être utile.

## Prévention et traitement
Les traitements antibiotiques semblent pouvoir mettre fin aux avortements, et des vaccins sont disponibles dans certains pays.
Le contrôle de l'infection à Salmonella Abortusovis passe par  la mise en quarantaine des animaux touchés, la destruction des sources de l'infection (avortons, placenta), la désinfection des locaux.